# Parque Natural do Vale do Guadiana
Parque Natural do Vale do Guadiana (Guadiana-dalens naturpark) är en naturpark i sydöstra Portugal, nära gränsen till Spanien.
Den är 69 665 hektar stor och omfattar den mellersta delen av floden Guadianas dal, nämligen delar av kommunerna Mértola och Serpa.
Guadianas avrinningsområde är särskilt viktigt för bevarande av inlandsfiskar som karpfisken saramugo (Anaecypris hispanica) och som häckningsplats för flyttfiskar som havsnejonöga.

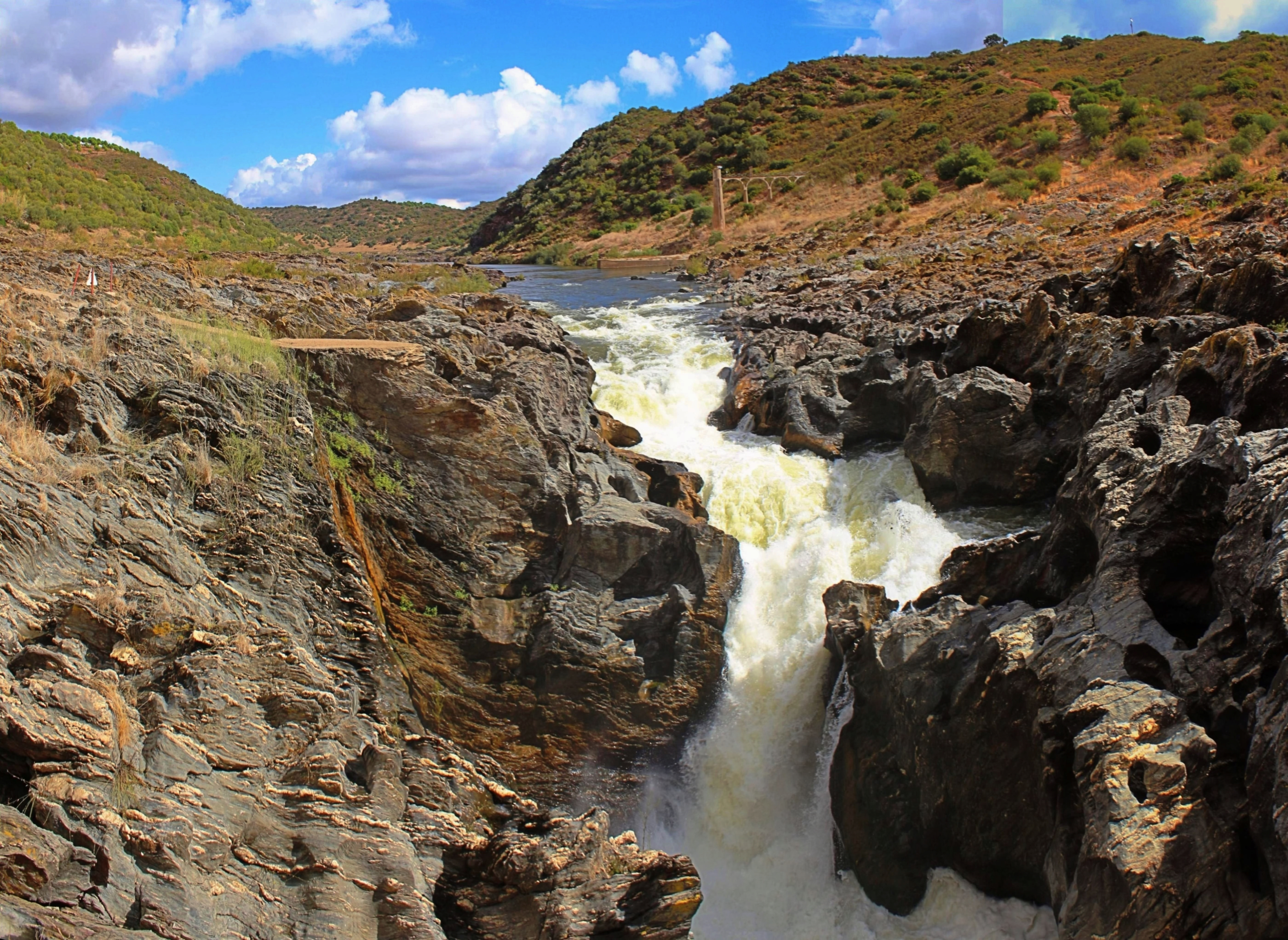
Pulo do Lobo
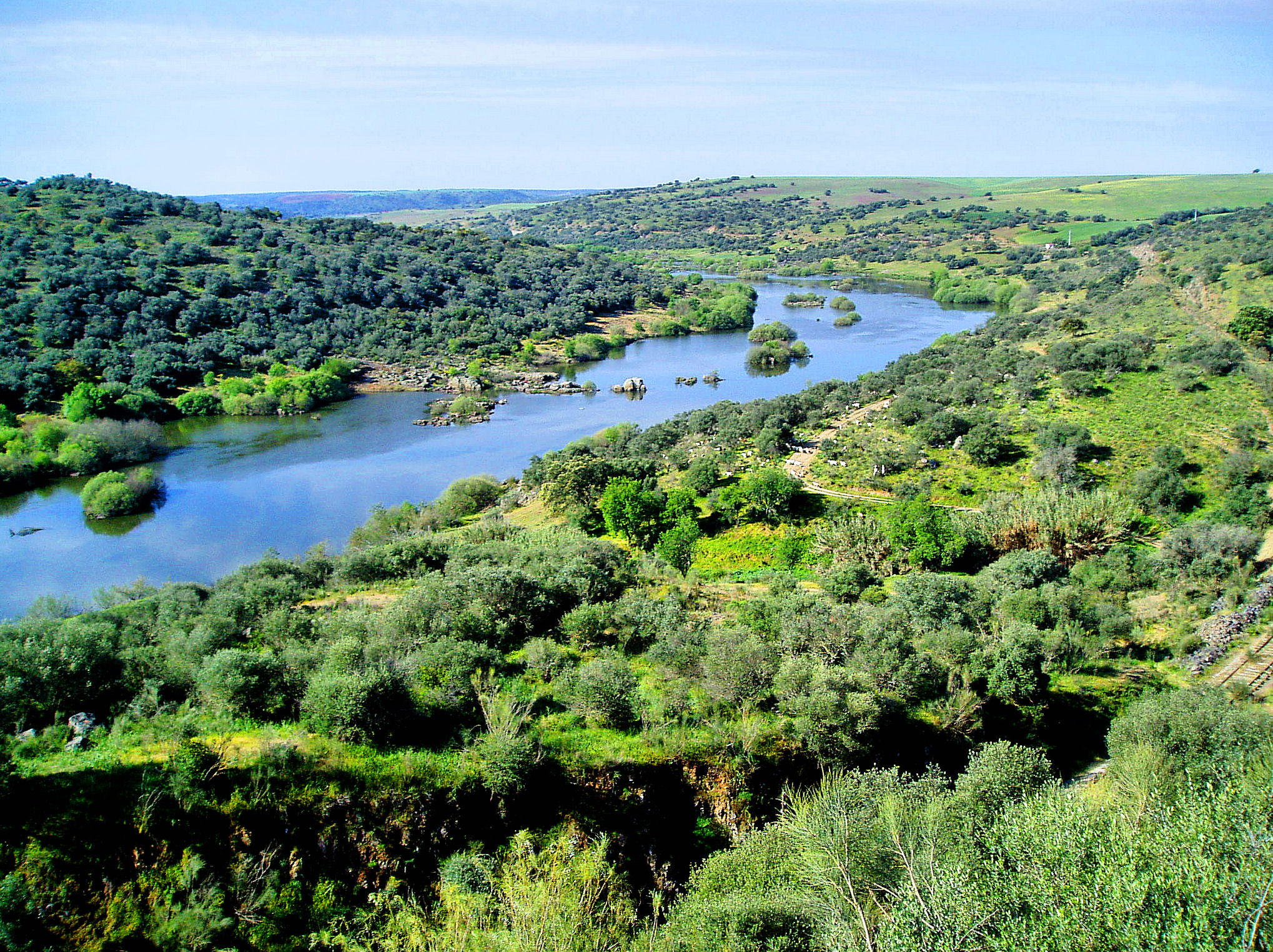
Floden Guadiana i närheten av Serpa
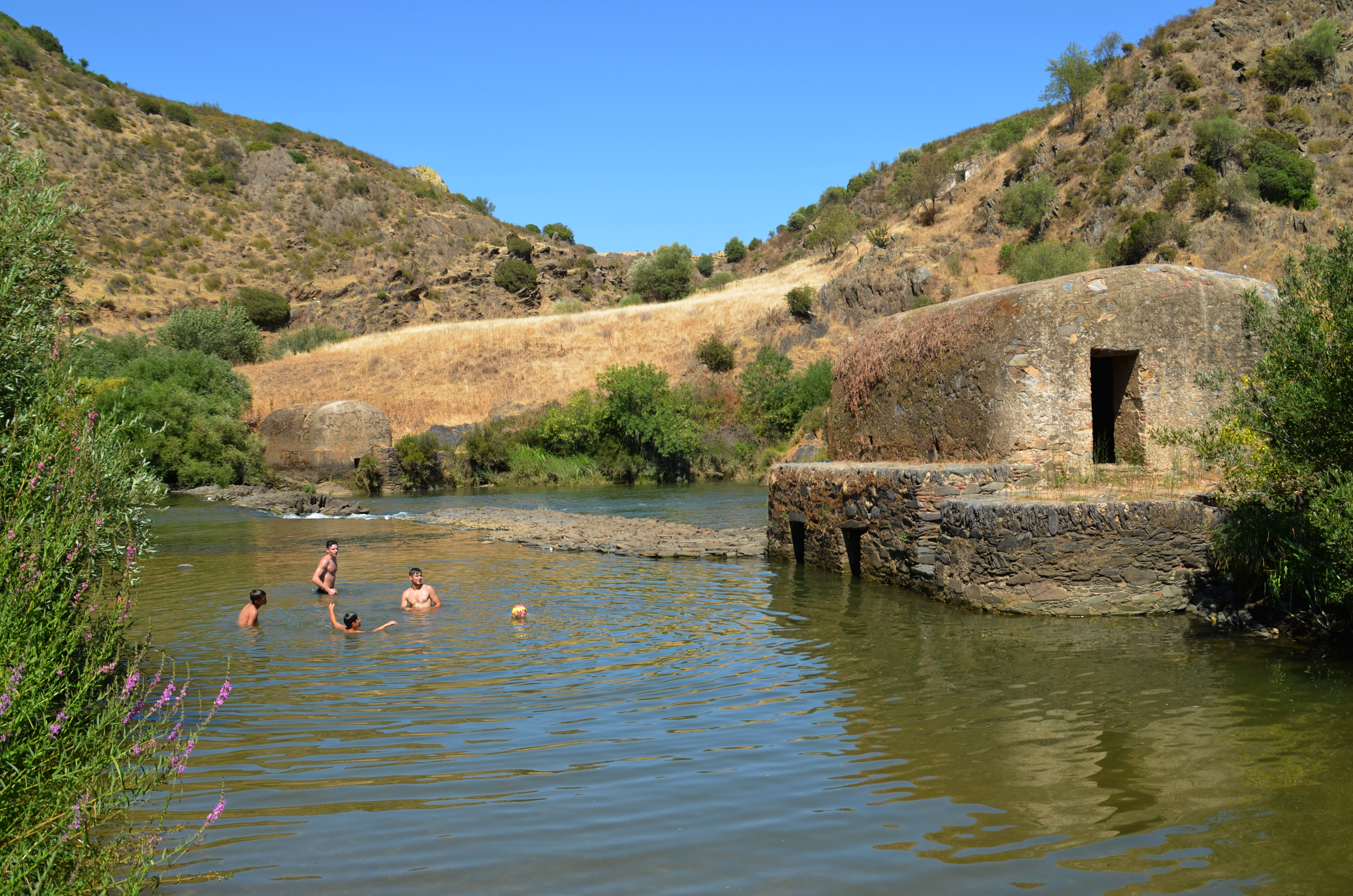
Badplats i Azenhas
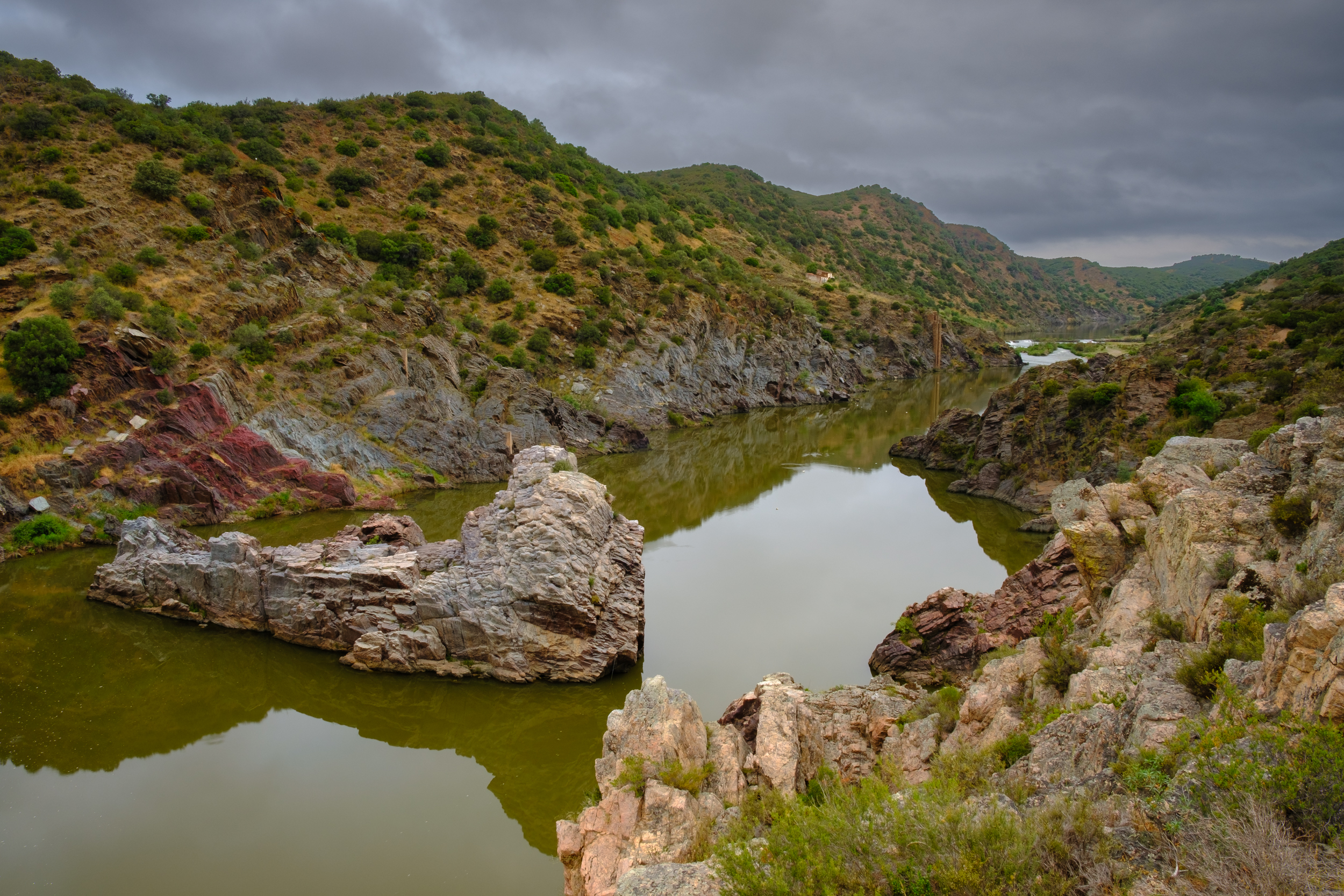
Rocha da Galé i Mértola
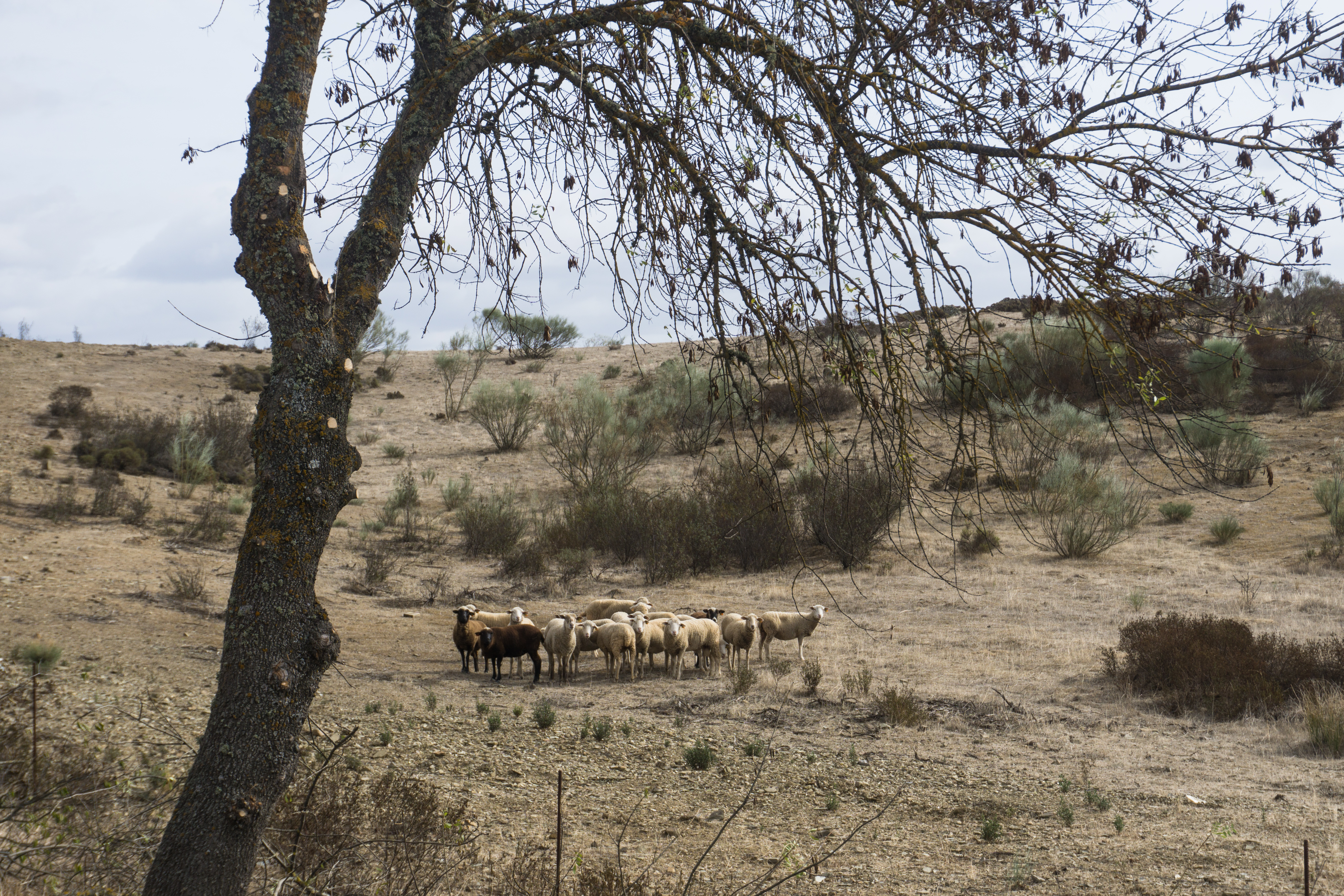
Naturparkens vegetation och djurliv
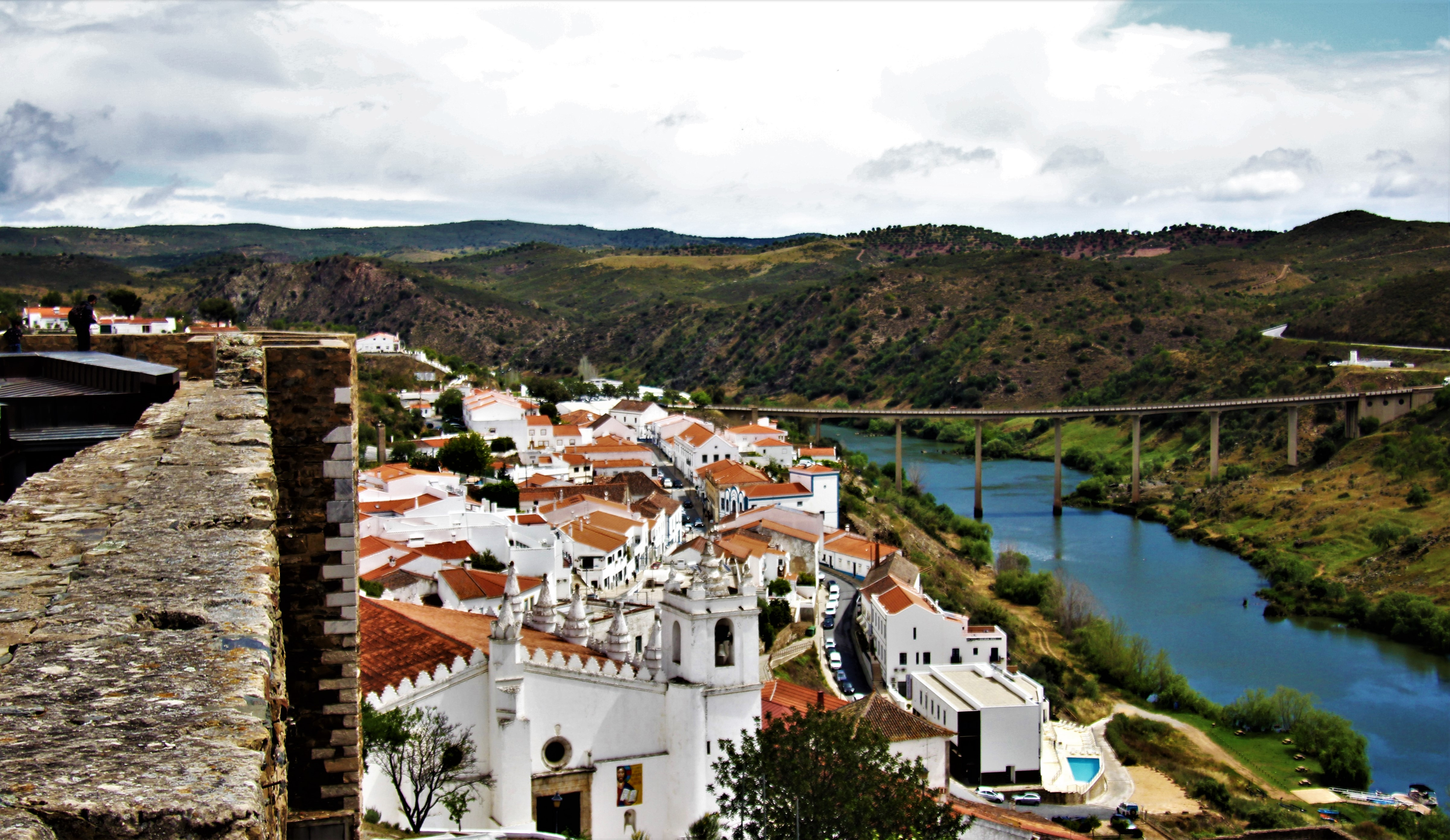
Floden Guadiana i Mértola